# Jürgen Hipp
Hermann Jürgen Hipp (* 2. Dezember 1951 in Frankfurt am Main) wurde als Buchautor und von den Medien so genannter "Gameshow-König" "Ratekönig", "Gameshow-As" in den 80er und 90er Jahren einem größeren Publikum bekannt. Dazu trugen in diesem Zusammenhang seine Buchveröffentlichungen "Hinter den Kulissen - TV Gameshows und ihre Kandidaten" und "Talk around the clock - Hinter den Kulissen von Arabella, Christen, Meiser & Co" sowie zahlreiche TV-Auftritte in themenbezogenen prominenten Talkshows wie "III nach 9" bei.

## Leben
Nach dem 1975 abgeschlossenen Hauptstudium der Anglistik, Germanistik und Pädagogik (Nebenstudium Psychologie bei Alexander Mitscherlich und Philosophie bei Karl-Otto Apel; von 1973 bis 1976 Mitarbeit beim Max-Planck Forschungsprojekt Kognitive und soziale Determinanten des Spracherwerbs - Habermas, Oevermann, Miller) und Referendariat trat er 1977 in den gymnasialen Schuldienst des Landes Hessen ein. Schon kurz danach wurde er zum Ausbildungsbeauftragten des damals neuen Bereiches Mediendidaktik an einem Studienseminar berufen, dessen stellvertretende Leitung er als Studiendirektor in den 1990er-Jahren bis zu seinem Ausscheiden übernahm.
Zu seinen Aufgaben gehörten neben vielen Bereichen der Seminarorganisation die Abhaltung von Ausbildungsveranstaltungen in Microteaching, IKG (Informations- und Kommunikationstechnische Grundbildung), Erziehungs- und Gesellschaftswissenschaften etc.

## Veröffentlichungen
Von zahlreichen Auslandsreisen zeugen seine Artikel in der Reisebeilage des Hanauer Anzeiger HA (China, Kanada, USA, Polynesien, Andalusien, Florida, Rio Grande etc.), wo auch von ihm verfasste Kultur- und Musikkritiken erschienen. In der Zeit danach (1992–1994) war er Mitveranstalter des Hanauer Literaturtelefons.
Seinen ersten Roman Fallout - Die Zeit danach legte er 1988 vor, beeinflusst von den Geschehnissen in Tschernobyl 1986. Der Verkaufserlös floss an die damalige Stiftung Nadeshda. Lesungen im Rahmen der Schulen des Deutschen Buchhandels in Frankfurt, bei Kulturtagen etc. waren die Folge.
Beiträge zu den literarischen Gattungen Lyrik und Kurzgeschichte leistete er im Rahmen von kleinen Anthologie-Bänden. Fachartikel zum Medienbereich wurden ebenfalls von ihm verfasst.

## Medien
Sein Interesse am Format Gameshow wurde durch die BBC Sendereihe Going for Gold, der inoffiziellen Quiz-Europameisterschaft mit Teilnehmern aus 14 Ländern geweckt, wo er als einer der Gewinner der Deutschland-Ausscheidungen im Januar 1988 in den BBC Studios in London eine Medaille für Deutschland gewann (in D ausgestrahlt von Super Channel)
Es folgten 14 weitere Auftritte in verschiedenen Formaten (Bingo, Glücksrad, Jeopardy!, Das große Los, Ruck Zuck, Kopf um Kopf etc.), welche in das Buch Hinter den Kulissen - Gameshows und ihre Kandidaten (siehe oben) mündeten.
Die Veröffentlichung, bei der zunächst das Umschlagcover, welches Jürgen Hipp mit Frank Elstner zeigt, verhindert werden sollte, erzeugte ein vielfältiges – auch internationales – Medienecho.
Nach zahlreichen Teilnahmen an allen Arten von Radio- und TV-Talkshows, meistens live, veröffentlichte er den Band Talk around the clock! - Hinter den Kulissen von Arabella, Christen, Meiser und Co., der ebenfalls ein reges Presse-Echo hervorrief. Als von den Medien so genannter Talkshow-Wallraff hatte er an einer Reihe von Sendungen dieser Art entweder selbst oder von ihm gecoachte Personen teilgenommen, immer unter Einhaltung der vertraglichen Bedingungen dieser Formate.
Gesundheitliche Gründe sind für seinen beruflichen und medialen Rückzug Ende der neunziger Jahre verantwortlich.